# Partit Democràtic (Espanya)
Partit Democràtic o Partit Democràtic-Progressista fou un partit polític creat l'abril del 1849 a Madrid com a escissió de l'ala esquerrana i radical del Partit Progressista pels diputats José Ordax Avecilla, Nicolás María Rivero, Aniceto Puig i Manuel Aguilar. Va aprovar un programa on reclamava el ple reconeixement dels drets i les llibertats individuals, el sufragi universal, la completa desamortització civil i l'aboliment de les quintes. A causa de la seva relació amb la societat secreta Los Hijos del Pueblo, de Fernando Garrido, fou prohibit per les autoritats i es va moure en la clandestinitat. Participà activament en la Revolució de 1854 i fou legalitzat durant el Bienni Progressista (1854-1856). Això l'ajudà a atraure progressistes, republicans i socialistes, aquests darrers atrets pel seu Catecismo democrático (1852), de caràcter obrerista. Va tenir com a òrgans La Asociación (Madrid, 1850), El Trabajador (Madrid, 1851-1852), La Actualidad (Barcelona, 1852-1853) i El Iris del Pueblo (Palma, 1855-1856).
A Catalunya va aplegar militants dels republicanisme tradicional i seguidors d'Étienne Cabet, com Narcís Monturiol, Abdó Terrades, Francesc de Paula Cuello i Prats, Pere Montaldo, Ceferí Tresserra i Ventosa i Josep Anselm Clavé. A Mallorca fou molt minoritari i impulsà el Centre Instructiu Republicà (1852) i el diari El Iris del Pueblo (1855), amb Joaquim Fiol i Pujol, Jeroni Bibiloni, Pere Josep Gelabert, Miquel Guasp Pujol, Joaquim Quetglas i Bauzà i Miquel Quetglas i Bauzà. A les eleccions de 1857 va obtenir 8 diputats als Països Catalans, el mateix any que el català Ceferí Tresserra i el palmesà Antoni Ignasi Cervera crearen la societat carbonària El Falansterio, que s'imposà a la direcció del partit.
El retorn a la clandestinitat va radicalitzar els dirigents que van apostar per la via revolucionària el 1859 (a Olivença per Sixto Cámara) i 1861 (revolta de Loja dirigida per Rafael Pérez del Alamo). El seu fracàs, però, els va dur a un debat polític intern que es traduí en l'adopció definitiva del republicanisme (federalista o unitarista) i en interessar-se en la política social. El 1860 Francesc Pi i Margall, director des del 1864 de La Discusión, s'imposà als dirigents Orense i Garrido.
L'arribada al poder de Ramón María Narváez els obligà a aliar-se al Partit Progressista i a Joan Prim i Prats, i després del fracàs de la insurrecció de 1866, participaren en el Pacte d'Oostende que conduiria més tard a la seva participació en la Revolució de 1868. Quan aquesta triomfà, es va constituir en Partit Republicà Democràtic Federal.